# الأناجيل الإزائية

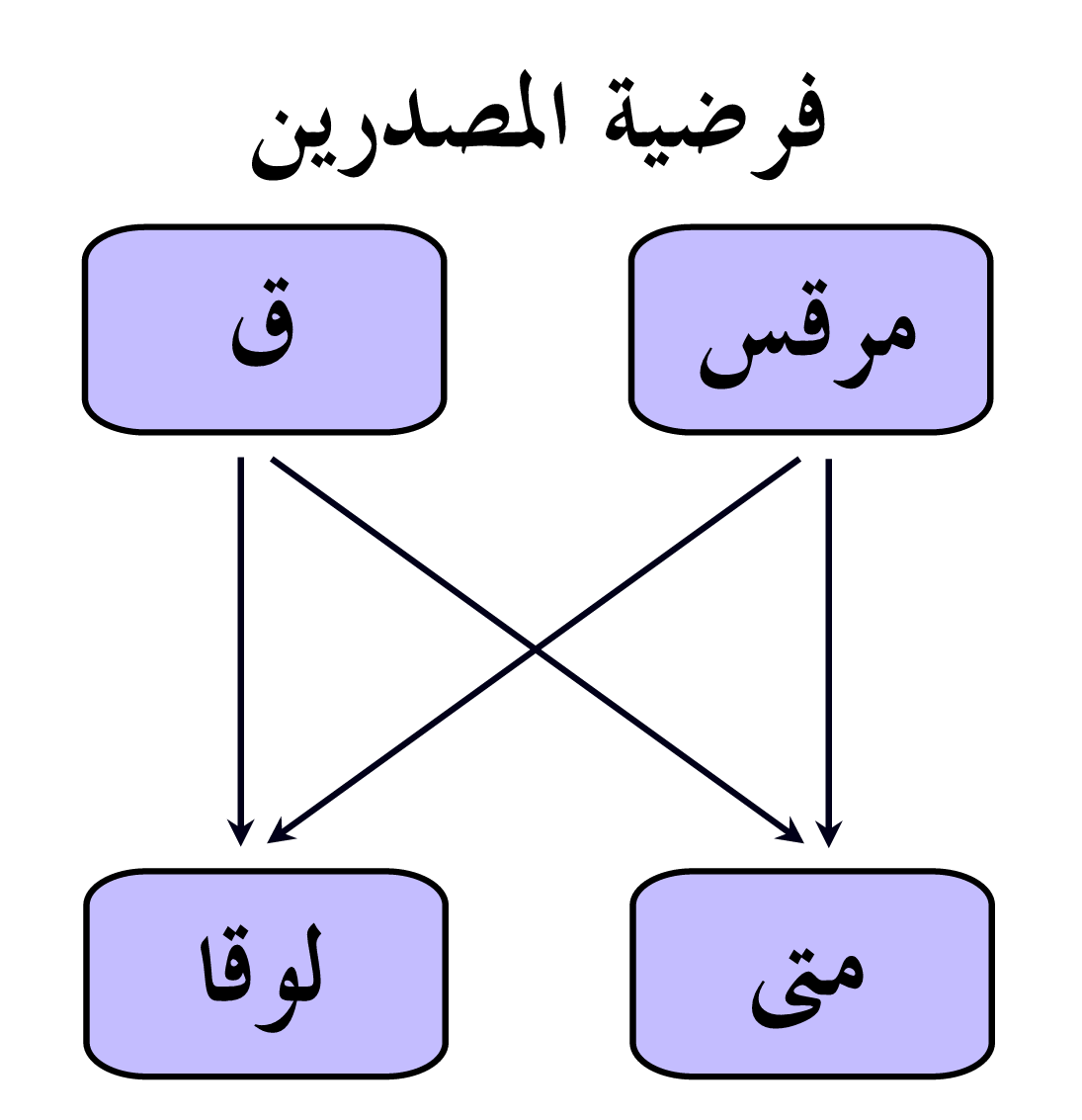
فرضية المصدرين هي أحد تفسيرات العلاقة بين أناجيل متى ومرقس ولوقا

الأناجيل الإزائية أو الأناجيل السينوبتية هي الأناجيل القانونية الثلاثة الأولى متى ومرقس ولوقا. سميت كذلك لأنه يمكن وضعها بإزاء بعضها البعض فهي متألفة أو متشابهة حيث تخبر نفس القصص عن يسوع وتتبع ترتيب الأحداث نفسه عامة. يشار لأسباب تشابهات واختلافات هذه الأناجيل بالمشكلة السينوبتية. ويقابل هذه الأناجيل إنجيل يوحنا «المستقل».